# Sébastien Squillaci
Sébastien Squillaci (Tolone, 11 agosto 1980) è un allenatore di calcio ed ex calciatore francese, di ruolo difensore.

## Caratteristiche tecniche
Difensore centrale forte fisicamente, era abile sia in marcatura che nel gioco aereo.

## Carriera

### Club

#### Inizi al Tolone passaggio al Monaco e prestito all'Ajaccio
Cresciuto nelle giovanili del Tolone (sua città natale) dove ha disputato sei partite nella prima squadra. È passato nell'estate 1998 al Monaco, dove con la squadra B, gioca in due stagioni 48 partite segnando una rete. Nell'estate del 2000 passa in prestito all'Ajaccio club di Ligue 2, dove nella stagione 2001-2002, vince il campionato, ottenendo tuttavia la promozione in Ligue 1 con la società corsica. Nell'estate 2002 fa ritorno al club monegasco, diventando un titolare fisso sotto la guida di Didier Deschamps, raccogliendo complessivamente in quattro stagioni 157 presenze e 15 reti.

#### Olympique Lione e Siviglia
Nell'estate 2006 si trasferisce all'Olympique Lione in uno scambio di cartellini con il connazionale Sylvain Monsoreau firmando un contratto quadriennale. In due stagioni con l'OL disputa globalmente 87 presenze segnando 3 reti. Nel luglio del 2008 viene ceduto in Spagna per 7 milioni di euro, firmando con il Siviglia un contratto triennale. Il 20 ottobre del 2009 sigla la sua prima doppietta in carriera in Europa, realizzando entrambe le reti di testa, nella partita di Champions League vinta in trasferta per 3-1 contro i tedeschi dello Stoccarda. In due stagioni giocate con il club andaluso, disputa 65 incontri segnando 4 reti.

#### Arsenal e Bastia
Nell'agosto del 2010 viene ceduto all'Arsenal per 5,5 milioni di sterline, scegliendo la maglia numero 18 preceduta dai suoi connazionali, Mikaël Silvestre e Pascal Cygan. Il 28 settembre successivo, realizza la sua prima rete con la maglia dei Gunners durante una partita di Champions League vinta in trasferta per 3-1 contro i serbi del Partizan. Il 23 febbraio 2011 sigla la sua prima rete anche in Premier League nella vittoria in casa per 1-0 contro lo Stoke City. Con gli inglesi totalizza globalmente in tre anni 39 presenze segnando anche 2 reti.
Nell'estate del 2013 fa ritorno in patria, firmando con il Bastia. Il 29 ottobre del 2016 si procura la rottura completa ai legamenti del ginocchio destro, nella partita interna, disputata contro il Digione, costringendolo l'anno successivo al ritiro forzato dall'attività agonistica.

### Nazionale
Dal 2001 al 2002 ha giocato quattro partite per l'Under-21 francese. il 18 agosto 2004 gioca come titolare, debuttando nella nazionale maggiore in un'amichevole disputata a Rennes contro la Bosnia finita 1-1. Con i Blues è stato convocato per Euro 2008 e per la Coppa del mondo 2010.

## Statistiche

### Presenze e reti nei club
Statistiche aggiornate al 30 giugno 2017.
| Stagione        | Squadra         | Campionato      | Campionato | Campionato | Coppe nazionali | Coppe nazionali | Coppe nazionali | Coppe continentali | Coppe continentali | Coppe continentali | Altre coppe | Altre coppe | Altre coppe | Totale | Totale |
| Stagione        | Squadra         | Comp            | Pres       | Reti       | Comp            | Pres            | Reti            | Comp               | Pres               | Reti               | Comp        | Pres        | Reti        | Pres   | Reti   |
| --------------- | --------------- | --------------- | ---------- | ---------- | --------------- | --------------- | --------------- | ------------------ | ------------------ | ------------------ | ----------- | ----------- | ----------- | ------ | ------ |
| 1997-1998       | Tolone          | L2              | 6          | 0          | CF+CdL          | 1+0             | 0               | -                  | -                  | -                  | -           | -           | -           | 7      | 0      |
| 1998-1999       | Monaco 2        | CFA             | 24         | 1          | -               | -               | -               | -                  | -                  | -                  | -           | -           | -           | 24     | 1      |
| 1999-2000       | Monaco 2        | CFA             | 24         | 0          | -               | -               | -               | -                  | -                  | -                  | -           | -           | -           | 24     | 0      |
| Totale Monaco 2 | Totale Monaco 2 | Totale Monaco 2 | 48         | 1          |                 | -               | -               |                    | -                  | -                  |             | -           | -           | 48     | 1      |
| 2000-2001       | Ajaccio         | L2              | 36         | 2          | CF+CdL          | 0+1             | 0               | -                  | -                  | -                  | -           | -           | -           | 37     | 2      |
| 2001-2002       | Ajaccio         | L2              | 33         | 5          | CF+CdL          | 0+1             | 0               | -                  | -                  | -                  | -           | -           | -           | 34     | 5      |
| Totale Ajaccio  | Totale Ajaccio  | Totale Ajaccio  | 69         | 7          |                 | 2               | 0               |                    | -                  | -                  |             | -           | -           | 71     | 7      |
| 2002-2003       | Monaco          | L1              | 35         | 2          | CF+CdL          | 5+1             | 2+0             | -                  | -                  | -                  | -           | -           | -           | 41     | 4      |
| 2003-2004       | Monaco          | L1              | 27         | 5          | CF+CdL          | 1+0             | 0               | UCL                | 9                  | 1                  | -           | -           | -           | 37     | 6      |
| 2004-2005       | Monaco          | L1              | 28         | 3          | CF+CdL          | 3+1             | 0               | UCL                | 8                  | 0                  | -           | -           | -           | 40     | 3      |
| 2005-2006       | Monaco          | L1              | 27         | 1          | CF+CdL          | 2+2             | 0               | UCL+CU             | 2+6                | 0+1                | -           | -           | -           | 39     | 2      |
| Totale Monaco   | Totale Monaco   | Totale Monaco   | 117        | 11         |                 | 15              | 2               |                    | 25                 | 2                  |             | -           | -           | 157    | 15     |
| 2006-2007       | O. Lione        | L1              | 28         | 3          | CF+CdL          | 2+3             | 0               | UCL                | 5                  | 0                  | SF          | 1           | 0           | 39     | 3      |
| 2007-2008       | O. Lione        | L1              | 34         | 0          | CF+CdL          | 2+4             | 0               | UCL                | 8                  | 0                  | SF          | 0           | 0           | 48     | 0      |
| Totale O. Lione | Totale O. Lione | Totale O. Lione | 62         | 3          |                 | 11              | 0               |                    | 13                 | 0                  |             | 1           | 0           | 87     | 3      |
| 2008-2009       | Siviglia        | PD              | 33         | 0          | CR              | 8               | 1               | CU                 | 3                  | 0                  | -           | -           | -           | 44     | 1      |
| 2009-2010       | Siviglia        | PD              | 16         | 1          | CR              | 1               | 0               | UCL                | 4                  | 2                  | -           | -           | -           | 21     | 3      |
| Totale Siviglia | Totale Siviglia | Totale Siviglia | 49         | 1          |                 | 9               | 1               |                    | 7                  | 2                  |             | -           | -           | 65     | 4      |
| 2010-2011       | Arsenal         | PL              | 22         | 1          | FACup+CdL       | 4+0             | 0               | UCL                | 6                  | 1                  | -           | -           | -           | 32     | 2      |
| 2011-2012       | Arsenal         | PL              | 1          | 0          | FACup+CdL       | 2+2             | 0               | UCL                | 1                  | 0                  | -           | -           | -           | 6      | 0      |
| 2012-2013       | Arsenal         | PL              | 0          | 0          | FACup+CdL       | 0               | 0               | UCL                | 1                  | 0                  | -           | -           | -           | 1      | 0      |
| Totale Arsenal  | Totale Arsenal  | Totale Arsenal  | 23         | 1          |                 | 8               | 0               |                    | 8                  | 1                  |             | -           | -           | 39     | 2      |
| 2013-2014       | Bastia          | L1              | 31         | 3          | CF+CdL          | 2+1             | 0               | -                  | -                  | -                  | -           | -           | -           | 34     | 3      |
| 2014-2015       | Bastia          | L1              | 25         | 0          | CF+CdL          | 1+3             | 0+1             | -                  | -                  | -                  | -           | -           | -           | 29     | 1      |
| 2015-2016       | Bastia          | L1              | 31         | 2          | CF+CdL          | 1+1             | 0               | -                  | -                  | -                  | -           | -           | -           | 33     | 2      |
| 2016-2017       | Bastia          | L1              | 10         | 0          | CF+CdL          | 0+0             | 0               | -                  | -                  | -                  | -           | -           | -           | 10     | 0      |
| Totale Bastia   | Totale Bastia   | Totale Bastia   | 97         | 5          |                 | 9               | 1               |                    | -                  | -                  |             | -           | -           | 106    | 6      |
| Totale carriera | Totale carriera | Totale carriera | 471        | 29         |                 | 55              | 4               |                    | 53                 | 5                  |             | 1           | 0           | 580    | 38     |

### Cronologia presenze e reti in nazionale
| Cronologia completa delle presenze e delle reti in nazionale ― Francia | Cronologia completa delle presenze e delle reti in nazionale ― Francia | Cronologia completa delle presenze e delle reti in nazionale ― Francia | Cronologia completa delle presenze e delle reti in nazionale ― Francia | Cronologia completa delle presenze e delle reti in nazionale ― Francia | Cronologia completa delle presenze e delle reti in nazionale ― Francia | Cronologia completa delle presenze e delle reti in nazionale ― Francia | Cronologia completa delle presenze e delle reti in nazionale ― Francia |
| Data                                                                   | Città                                                                  | In casa                                                                | Risultato                                                              | Ospiti                                                                 | Competizione                                                           | Reti                                                                   | Note                                                                   |
| ---------------------------------------------------------------------- | ---------------------------------------------------------------------- | ---------------------------------------------------------------------- | ---------------------------------------------------------------------- | ---------------------------------------------------------------------- | ---------------------------------------------------------------------- | ---------------------------------------------------------------------- | ---------------------------------------------------------------------- |
| 18-8-2004                                                              | Rennes                                                                 | Francia                                                                | 1 – 1                                                                  | Bosnia ed Erzegovina                                                   | Amichevole                                                             | -                                                                      | 46’                                                                    |
| 4-9-2004                                                               | Saint-Denis                                                            | Francia                                                                | 0 – 0                                                                  | Israele                                                                | Qual. Mondiali 2006                                                    | -                                                                      |                                                                        |
| 8-9-2004                                                               | Tórshavn                                                               | Fær Øer                                                                | 0 – 2                                                                  | Francia                                                                | Qual. Mondiali 2006                                                    | -                                                                      |                                                                        |
| 9-10-2004                                                              | Saint-Denis                                                            | Francia                                                                | 0 – 0                                                                  | Irlanda                                                                | Qual. Mondiali 2006                                                    | -                                                                      |                                                                        |
| 13-10-2004                                                             | Strovolos                                                              | Cipro                                                                  | 0 – 2                                                                  | Francia                                                                | Qual. Mondiali 2006                                                    | -                                                                      |                                                                        |
| 17-11-2004                                                             | Saint-Denis                                                            | Francia                                                                | 0 – 0                                                                  | Polonia                                                                | Amichevole                                                             | -                                                                      | 46’                                                                    |
| 9-2-2005                                                               | Saint-Denis                                                            | Francia                                                                | 1 – 1                                                                  | Svezia                                                                 | Amichevole                                                             | -                                                                      |                                                                        |
| 31-5-2005                                                              | Metz                                                                   | Francia                                                                | 2 – 1                                                                  | Ungheria                                                               | Amichevole                                                             | -                                                                      | 82’                                                                    |
| 17-8-2005                                                              | Montpellier                                                            | Francia                                                                | 3 – 0                                                                  | Costa d'Avorio                                                         | Amichevole                                                             | -                                                                      | 23’                                                                    |
| 3-9-2005                                                               | Lens                                                                   | Francia                                                                | 3 – 0                                                                  | Fær Øer                                                                | Qual. Mondiali 2006                                                    | -                                                                      | 77’                                                                    |
| 7-2-2007                                                               | Saint-Denis                                                            | Francia                                                                | 0 – 1                                                                  | Argentina                                                              | Amichevole                                                             | -                                                                      |                                                                        |
| 16-11-2007                                                             | Saint-Denis                                                            | Francia                                                                | 2 – 2                                                                  | Marocco                                                                | Amichevole                                                             | -                                                                      | 64’                                                                    |
| 31-5-2008                                                              | Tolosa                                                                 | Francia                                                                | 0 – 0                                                                  | Paraguay                                                               | Amichevole                                                             | -                                                                      |                                                                        |
| 28-3-2009                                                              | Kaunas                                                                 | Lituania                                                               | 0 – 1                                                                  | Francia                                                                | Qual. Mondiali 2010                                                    | -                                                                      |                                                                        |
| 1-4-2009                                                               | Saint-Denis                                                            | Francia                                                                | 1 – 0                                                                  | Lituania                                                               | Qual. Mondiali 2010                                                    | -                                                                      |                                                                        |
| 2-6-2009                                                               | Saint-Etienne                                                          | Francia                                                                | 0 – 1                                                                  | Nigeria                                                                | Amichevole                                                             | -                                                                      |                                                                        |
| 14-10-2009                                                             | Saint-Denis                                                            | Francia                                                                | 3 – 1                                                                  | Austria                                                                | Qual. Mondiali 2010                                                    | -                                                                      |                                                                        |
| 18-11-2009                                                             | Saint-Denis                                                            | Francia                                                                | 1 – 1 dts                                                              | Irlanda                                                                | Qual. Mondiali 2010                                                    | -                                                                      | 9’ 79’                                                                 |
| 26-5-2010                                                              | Lens                                                                   | Francia                                                                | 2 – 1                                                                  | Costa Rica                                                             | Amichevole                                                             | -                                                                      | 46’                                                                    |
| 30-5-2010                                                              | Radès                                                                  | Tunisia                                                                | 1 – 1                                                                  | Francia                                                                | Amichevole                                                             | -                                                                      | 64’                                                                    |
| 22-6-2010                                                              | Bloemfontein                                                           | Francia                                                                | 1 – 2                                                                  | Sudafrica                                                              | Mondiali 2010 - 1º Turno                                               | -                                                                      |                                                                        |
| Totale                                                                 |                                                                        | Presenze                                                               | 21                                                                     |                                                                        | Reti                                                                   | 0                                                                      |                                                                        |

## Palmarès

### Club

#### Competizioni nazionali
- Campionato francese: 3

Monaco: 1999-2000
Lione: 2006-2007, 2007-2008
- Supercoppa francese: 3

Monaco: 2000
Lione: 2006, 2007
- Campionato francese di seconda divisione: 1

Ajaccio: 2001-2002
- Coppa di Lega francese: 1

Monaco: 2002-2003
- Coppa di Francia: 1

Lione: 2007-2008
- Coppa di Spagna: 1

Siviglia: 2009-2010